# Souanké
Souanké es una localidad de la República del Congo, constituida administrativamente como un distrito del departamento de Sangha en el norte del país.
En 2011, el distrito tenía una población de 9711 habitantes, de los cuales 4825 eran hombres y 4886 eran mujeres.
La localidad se ubica en el oeste del departamento, unos 100 km al oeste de la capital departamental Ouésso, cerca de la frontera con Camerún. En Souanké se sitúa el punto final de la carretera P42, que une la carretera nacional N2 en los alrededores de Ouésso con las principales localidades del oeste del departamento; al oeste de Souanké ya no hay más carreteras y solo es posible acceder a las aldeas por caminos de selva, siendo el que está en mejor estado el que hace de prolongación de la P42 hasta la frontera camerunesa de Haut-Nyong. Para mejorar las comunicaciones, hay un pequeño aeródromo unos 5 km al sureste del pueblo.